# أوسكار دانيلسون (لاعب دوري الرغبي)
أوسكار دانيلسون (بالإنجليزية: Oscar Danielson) هو لاعب دوري الرغبي نيوزيلندي، ولد في 1945 في ساموا.